# Zakrycie Wenus

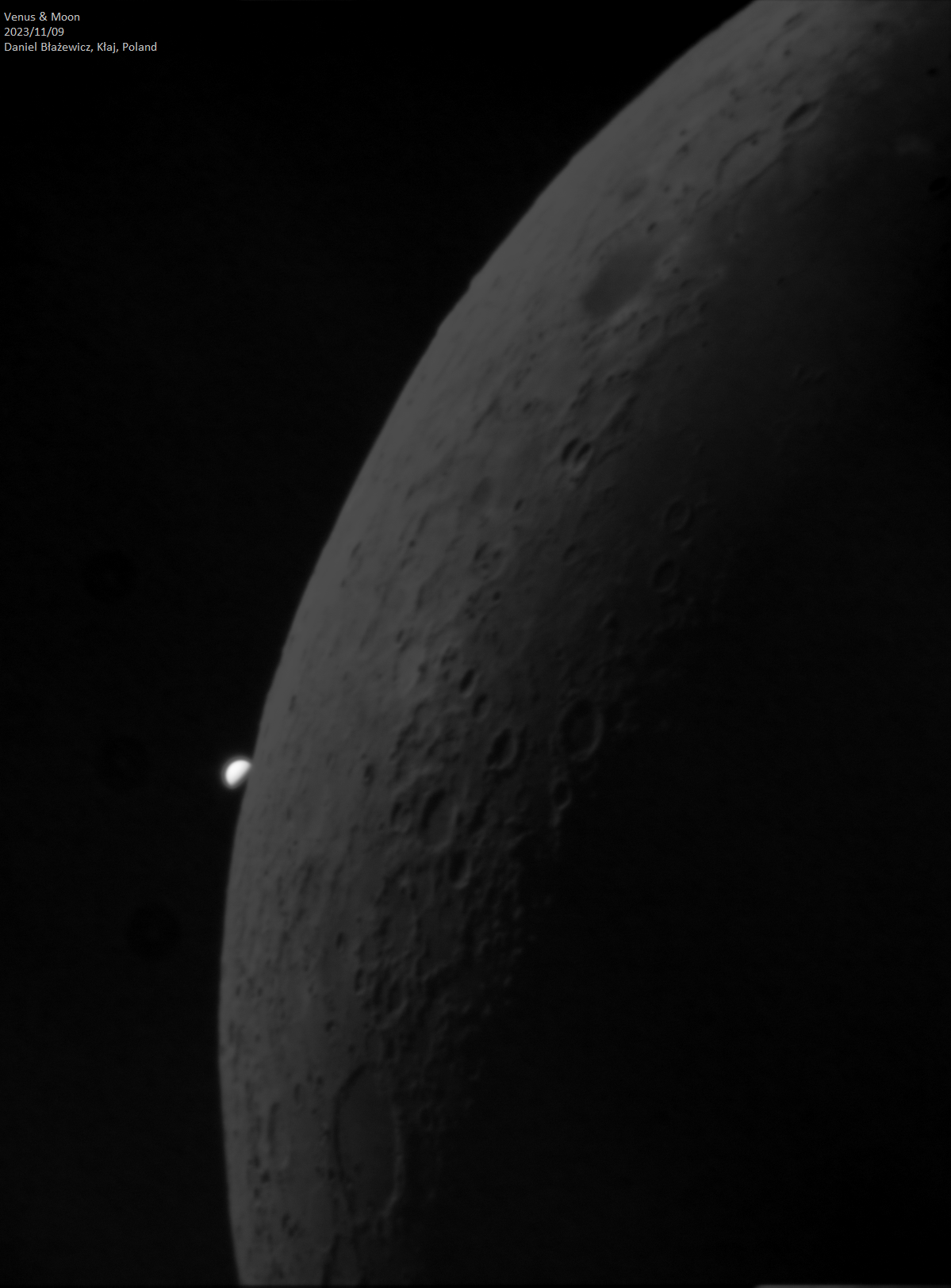
Wenus na krótko przed dziennym zakryciem przez Księżyc, 2023-11-09

Zakrycie Wenus – zjawisko astronomiczne polegające na tym, że Księżyc znajdujący się w jednej linii pomiędzy Wenus a Ziemią zakrywa tarczę Wenus. Średnica Księżyca jest mniejsza od średnicy Ziemi, dlatego nie każde takie zjawisko jest widoczne z terenu Polski. Nocne zakrycie Wenus widoczne w Polsce miało ostatnio miejsce 7 października 1988 roku oraz 1 grudnia 2008, a kolejne wystąpi 1 kwietnia 2044 roku. Dzienne zakrycia Wenus są również możliwe do zaobserwowania z powodu jej dużej jasności.
| Data       | Widoczne z terenu Polski     |
| ---------- | ---------------------------- |
| 2025-09-19 | Tak (zjawisko dzienne)       |
| 2026-06-17 | Nie                          |
| 2026-09-14 | Częściowo (zjawisko dzienne) |
| 2026-11-07 | Nie                          |
| 2027-11-30 | Nie                          |
| 2028-03-30 | Nie                          |
| 2028-09-15 | Nie                          |
| 2029-01-13 | Nie                          |
| 2029-10-11 | Nie                          |
| 2031-03-26 | Nie                          |
| 2031-09-13 | Nie                          |
| 2032-01-10 | Tak (zjawisko dzienne)       |
| 2033-02-03 | Nie                          |
| 2033-04-26 | Nie                          |
| 2033-06-23 | Nie                          |